# آيت مآيت (آيت مايت)
آيت مآيت هي إحدى مشيخات المملكة المغربية، تتبع جغرافيا لإقليم الدريوش وإداريًا لآيت مايت. يقدر عدد سكانها بـ 7188 نسمة حسب الإحصاء الرسمي للسكان والسكنى لسنة 2004.